# Луаньчен
Луаньчен (спрощ.: 栾城县; піньїнь: Luánchéng xiàn) — район міського округу Шицзячжуан, що в китайській провінції Хебей.

## Клімат
Селище Луаньчен — центр району — знаходиться у зоні, котра характеризується кліматом тропічних степів. Найтепліший місяць — липень із середньою температурою 27 °C (80.6 °F). Найхолодніший місяць — січень, із середньою температурою -2 °С (28.4 °F).
| Клімат Луаньчена        | Клімат Луаньчена | Клімат Луаньчена | Клімат Луаньчена | Клімат Луаньчена | Клімат Луаньчена | Клімат Луаньчена | Клімат Луаньчена | Клімат Луаньчена | Клімат Луаньчена | Клімат Луаньчена | Клімат Луаньчена | Клімат Луаньчена | Клімат Луаньчена |
| Показник                | Січ.             | Лют.             | Бер.             | Квіт.            | Трав.            | Черв.            | Лип.             | Серп.            | Вер.             | Жовт.            | Лист.            | Груд.            | Рік              |
| Середня температура, °C | −2               | 0,5              | 7,5              | 15               | 21,1             | 25,8             | 27               | 25,7             | 20,9             | 14,6             | 6,7              | 0,2              | 13,6             |
| Норма опадів, мм        | 3.3              | 8                | 10.9             | 22.1             | 36.1             | 56.5             | 145.1            | 155              | 51.5             | 29.5             | 15.4             | 4.1              | 537.5            |
| Днів з опадами          | 2,1              | 3,6              | 3,7              | 5,2              | 5,4              | 7,9              | 13,8             | 12,4             | 8,2              | 6,6              | 4,9              | 2,8              | 76,6             |
| Вологість повітря, %    | 52.5             | 52.5             | 51.6             | 50.2             | 52.8             | 56.4             | 73.5             | 77               | 70.3             | 66.7             | 63.1             | 58.3             | 60.4             |
| ----------------------- | ---------------- | ---------------- | ---------------- | ---------------- | ---------------- | ---------------- | ---------------- | ---------------- | ---------------- | ---------------- | ---------------- | ---------------- | ---------------- |
| Джерело: Weatherbase    |                  |                  |                  |                  |                  |                  |                  |                  |                  |                  |                  |                  |                  |

## Адміністративний поділ
Район поділяється на 4 селища та 3 волості.